# Neurigona fuscalaris
Neurigona fuscalaris är en tvåvingeart som beskrevs av Harmston 1968. Neurigona fuscalaris ingår i släktet Neurigona och familjen styltflugor.
Artens utbredningsområde är Arizona. Inga underarter finns listade i Catalogue of Life.